# Juana Cortelezzi
Juana Cortelezzi (La Plata, 8 de marzo de 1887-La Plata, 12 de julio de 1973) fue una científica y docente argentina, de destacado desempeño en el área de la mineralogía. Se la reconoce por ser la primera mujer en alcanzar el cargo de profesora titular en la Universidad Nacional de La Plata y por sus aportes en la enseñanza de la Geología.

## Biografía
Proveniente de una tradicional familia platense, su padre fue Pedro Cortelezzi y su madre Ana Marzola. Ella nació en Buenos Aires aunque vivió casi toda su vida en La Plata. Su padre había llegado de Milán para trabajar como albañil en la construcción de esta ciudad, creada pocos años antes. El matrimonio Cortelezzi tuvo varias hijas, la mayoría de ellas terminaron por vincularse con el ámbito académico universitario, además de Juana, Sarah fue geóloga, María profesora de Dibujo y Cartógrafa, Ana zoóloga y Carmen profesora de Química y Mineralogía.
Juana cursó sus estudios secundarios en el Colegio Nacional "Rafael Hernández" de La Plata. Continuó sus estudios en el Museo de La Plata, donde se graduó en 1909 como farmacéutica y como profesora de enseñanza secundaria en Ciencias Naturales y Química, formando parte de la primera cohorte de graduados por la Universidad Nacional de La Plata.
A los diecisiete años publicó su primer trabajo, donde describió la importancia de la observación de la naturaleza, en especial de la botánica y cómo enseñarla, en los Archivos de Pedagogía y Ciencias afines, de la actualmente denominada Facultad de Humanidades y Ciencias de la Educación de la UNLP. Posteriormente publicó numerosos trabajos en importantes revistas de su disciplina, como el Centralflatt für Mineralogic, el Boletín de la Société Chiroique de France, los Anales de la Asociación Química Argentina, y la Revista de la Facultad de Química y Farmacia.
También, desde 1907, fue profesora de ciencias en el Colegio de Señoritas de la Universidad de La Plata (luego devenido Liceo Víctor Mercante), institución de la que fue designada rectora por Ricardo Levene en 1934. Durante su gestión, introdujo una serie de modificaciones en la enseñanza, que incluyeron las salidas de campo para el aprendizaje de las ciencias, la educación física y artística.

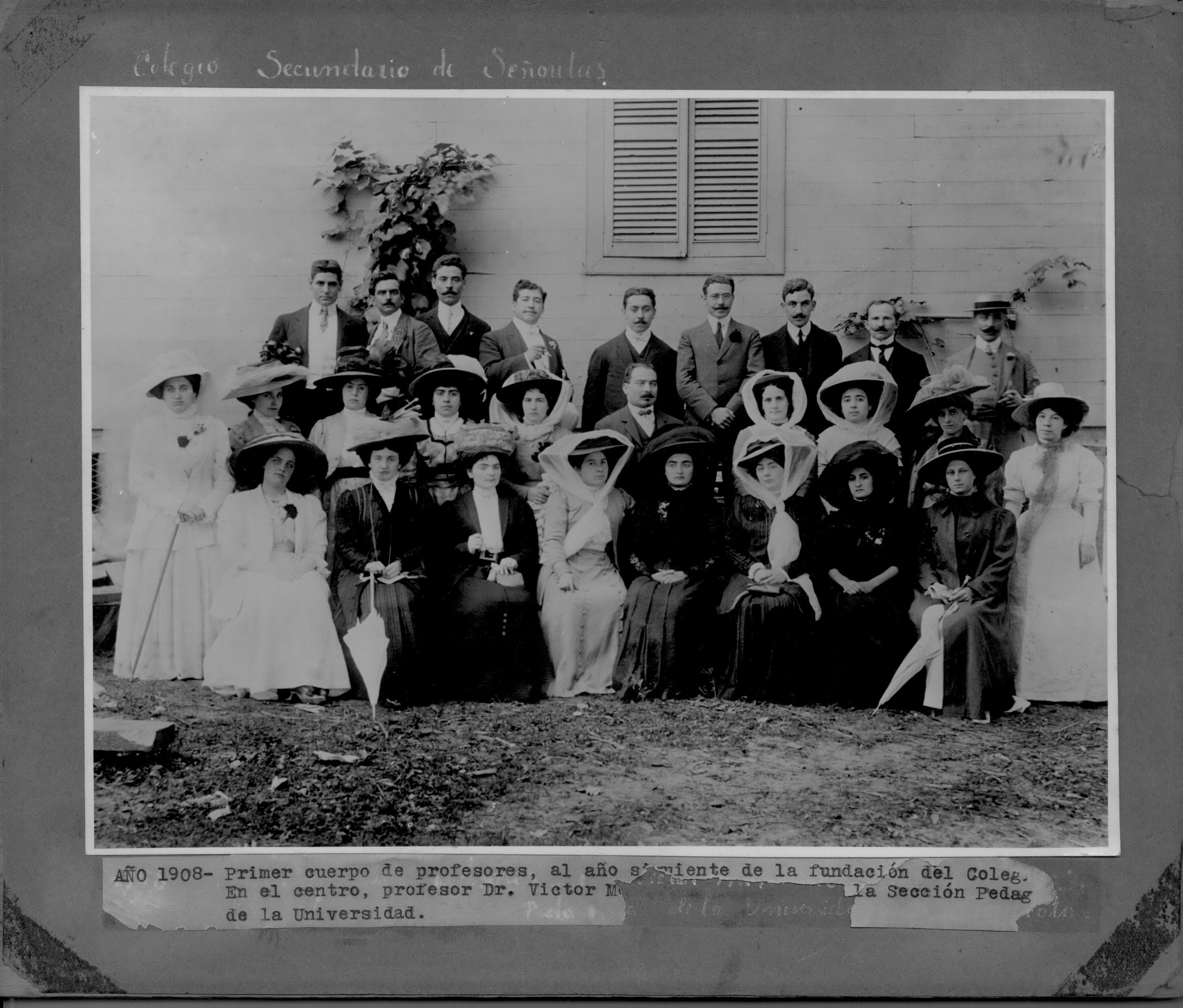
Juana Cortelezzi, en el primer plantel docente del Colegio de señoritas de la UNLP, 1908.

A partir de 1920 trabajó como profesora de Práctica Pedagógica de Mineralogía y Geología en el profesorado de la Facultad de Humanidades y Ciencias de la Educación. En 1926 fue designada como jefa de trabajos prácticos de Ciencias Naturales en la Universidad de Buenos Aires. En 1927 se doctoró en la especialidad Química. En 1928 fue nombrada jefe de trabajos prácticos de la cátedra de Mineralogía y Geología del Museo de La Plata, de modo interino, en reemplazo de su hermana Sarah Cortelezzi de Mouzo, quien había renunciado. Fue confirmada su designación en 1931. En 1933 obtuvo por concurso el cargo de Profesor Titular en la cátedra de Mineralogía y Petrografía, convirtiéndose en la primera mujer en acceder a esta posición en la UNLP. En dicho concurso se impuso ante reconocidos geólogos, gracias a su desempeño docente, su tarea en el ordenamiento de las colecciones y su preparación en Mineralogía. Renunció al cargo en 1939, acogiéndose a la jubilación voluntaria. El 7 de septiembre de ese año su renuncia fue aceptada por Consejo Académico del Museo de Ciencias Naturales «agradeciéndosele los importantes servicios prestados al Museo y a su Escuela Superior de Ciencias Naturales, y lamentando su temprano retiro de la docencia superior, a cuya respectiva cátedra había llegado el año 1933 por propio y merecido esfuerzo».Se la reconoce como una pionera en la enseñanza universitaria de la Geología.
Juana Cortelezzi realizó estadías en 1933 y 1936 en el Instituto de Mineralogía y Petrografía de la Universidad de Heidelberg en Alemania. Gracias a estos estudios de posgrado el Museo de la Plata estrechó sus vínculos con la escuela mineralógica alemana. En 1936 la Universidad de La Plata la designó como representante ante esta universidad alemana. Fue invitada especial a los Juegos Olímpicos de Berlín de 1936, viajando como pasajera del Graf Zeppelin, poco antes de que quedara fuera de uso. En 1939 realizó un viaje donde visitó distintas universidades de Estados Unidos.
También fue miembro de la Sociedad Ornitológica del Plata.
A lo largo de su carrera realizó numerosas y variadas investigaciones que redundaron en publicaciones científicas, especialmente en revistas de Alemania y Francia. También realizó trabajo de campo. En 1927 realizó un viaje organizado por al reconocido profesor Walter Schiller a Tandil (Provincia de Buenos Aires, Argentina), del cual también participaron su hermana Ana Cortelezzi, la hija de Schiller, Ilse Schiller, y alumnos de las carreras del Museo de La Plata. También acompañó a Schiller en otros viajes a la isla Martín García. En 1940, a sus cincuenta y tres años, integró una expedición al cerro Aconcagua junto a Walter Schiller.

## Distinciones
Juana Cortelezzi fue reconocida como una de las doce personas destacadas en la selección realizada por la Sociedad Argentina de Escritores de La Plata y una breve semblanza fue incluida en la publicación 12 Personalidades del Siglo con motivo del Centenario de la Ciudad de La Plata en 1982.
Fue mencionada en la presentación por Juan J. Burgos en su discurso ante la Academia Nacional de Agronomía y Veterinaria «porque además de su importante obra sobre Mineralogía, ha dejado raíces en el Museo».

Su sobrino Félix Mouzo, hijo de Sarah Cortelezzi de Mouzo y también geólogo, recuerda a Juana como una mujer curiosa y con iniciativa: 
Veo con satisfacción la inquietud de rescatar la memoria de Juana, mujer de fuerte personalidad y marcado sentido de la responsabilidad por el deber, la familia, las actividades académicas, científicas, docentes y toda otra que significara un aporte al progreso.
Juana Cortelezzi fue elegida en 2023 como una de las “Cinco Sabias” de la UNLP, con motivo del Día Internacional de la Mujer y la Niña en la Ciencia, buscando «en ellas homenajear y reconocer a centenares de mujeres que en estos 117 años han hecho historia no sólo en distintas ramas de la ciencia a nivel mundial, sino también siendo inspiración y referentes de otras mujeres».

## Publicaciones
- Cortelezzi, J. (1908) Espíritu, doctrina y método de la Botánica. Archivos de Pedagogía y Ciencias Afines, 3.[22]
- Cortelezzi, J. (1929) Estudio sobre una resina fósil de la República Argentina. Rev. Fac. Cienc. Quim. XJniv. La Plata. 6, 25-63.[23]
- Cortelezzi, J. (1933) Sur la décomposition du dichlorofodure de phényle. Bureaux de la Société.[24]
- Cortelezzi, J. (1934) Sobre los cristales de carborum (comunicación preliminar). Notas del Museo de La Plata 3 (50), 84-89-94.

El relato de ficción "La foto", autoría de Julián Cueto, fue inspirado en las hermanas Cortelezzi, y es parte de un volumen publicado en 2024 de cuentos breves sobre las primeras mujeres profesionales de la Universidad Nacional de La Plata.